# مياه بحر صناعية
مياه البحر الصناعية (بالإنجليزي: Artificial seawater ) عبارة عن محلول من الأملاح المعدنية والقليل من الفيتامينات مشابه لتلك الموجودة في مياه البحر ,
يستخدم في علم الأحياء البحرية وأحواض الأسماك البحرية ويتيح سهولة إعداد أحواض للكائنات الحية مثل : الطحالب , البكتيريا , النباتات والحيوانات .
من منظور علمي تعد مياه البحر الاصطناعية نسخة من مياه البحر الطبيعية.

## أمثلة
في الجداول أدناه امثلة على مياه البحر الصناعية أعدتها كيستر , ديودال ,كنورز وبيتكويكز عام 1967, وهي مكونة من قائمتين من الأملاح المعدنية أولها أملاح لامائية تتم عملية الموازنة بها والأخرى محاليل أملاح مائية يجب إضافتها إلى مياه البحر الصناعية.
| ملح                         | لوزن الجزيئي | g kg−1 محلول |
| --------------------------- | ------------ | ------------ |
| كلوريد الصوديوم (NaCl)      | 58.44        | 23.926       |
| سولفات الصوديوم (Na2SO4)    | 142.04       | 4.008        |
| كلوريد الفوسفات (KCl)       | 74.56        | 0.667        |
| بيكربونات الصوديوم (NaHCO3) | 84.00        | 0.196        |
| بروميد بوتاسيوم (KBr)       | 119.01       | 0.098        |
| حمض البوريك (H3BO3)         | 61.83        | 0.026        |
| فلوريد الصوديوم (NaF)       | 41.99        | 0.003        |

| ملح                            | الوزن الجزيئي | mol kg−1 محلول |
| ------------------------------ | ------------- | -------------- |
| كلوريد المغنيسيوم (MgCl2.6H2O) | 203.33        | 0.05327        |
| كلوريد الكالسيوم (CaCl2.2H20)  | 147.03        | 0.01033        |
| كلوريد سترونيوم (SrCl2.6H2O)   | 266.64        | 0.00009        |

جميع المركبات المدرجة في الجداول السابقة هي مركبات غير عضوية , وفي عام 1978 وضع جولد مان وماك كارثي وصفات أخرى 

## وصلات خارجية
- Artificial seawater media, Goldman & McCarthy (1978)
- Modified Artificial Seawater Media (MASM), Culture Collection of Algae and Protozoa
- Mixing artificial seawater, Aquatic Eco-Systems, Inc.